# Micropraonetha multituberculata
Micropraonetha multituberculata är en skalbaggsart som beskrevs av Stefan von Breuning 1982. Micropraonetha multituberculata ingår i släktet Micropraonetha och familjen långhorningar. Inga underarter finns listade i Catalogue of Life.